# Gao Yaojie
Gao Yaojie (čínsky v českém přepisu Kao Jao-ťie, pchin-jinem Gāo Yàojié, znaky 高耀潔; 19. prosince 1927 Šan-tung, Čína – 10. prosince 2023 New York, USA) byla čínská gynekoložka, která se angažovala ve snaze omezovat šíření nemoci AIDS.
Gao byla za svou práci oceněna OSN a západními organizacemi. V Číně však strávila nějaký čas v domácím vězení. Její rozpory s čínskými úřady, které se týkaly možností přenosu a závažnosti epidemie AIDS v Číně, jí bránily v dalších aktivitách a vyústily v její odchod do Spojených států v roce 2009.

## Životopis
Gao se narodila v čínské provincii Šan-tung v roce 1927. V roce 1954 absolvovala lékařskou fakultu na univerzitě v Che-nan. Stala se specialistkou na gynekologii a zejména na gynekologické nádory. Kvůli svému intelektuálnímu původu byla během kulturní revoluce pronásledována, což se podepsalo na jejím zdraví. V roce 1974 pracovala jako gynekoložka v nemocnici v provincii Che-nan. V roce 1986 byla jmenována profesorkou, o čtyři roky později odešla do důchodu.
V Che-nanu došlo v 90. letech 20. století mezi chudým venkovským obyvatelstvem k rychlému šíření viru HIV. Lidé totiž prodávali svou krev v nehygienických odběrových střediscích.
Gao navštěvovala místní vesnice a šířila osvětu o prevenci HIV/AIDS. Sama vydala svou knihu Prevence AIDS a pohlavně přenosných chorob a distribuovala na 300 000 jejích výtisků. Peníze za ocenění, která získala, použila na dotisk své knihy. Od roku 2000 se její snaha soustředila zejména na pomoc sirotkům, jejichž rodiče zemřeli na AIDS.
Gao zemřela v New Yorku 10. prosince 2023 ve věku 95 let.

## Ocenění
V roce 2001 byla Gao oceněna cenou Jonathana Manna za zdraví a lidská práva. V roce 2002 byla časopisem Time označena za Hrdinku Asie. O rok později jí byla ve filipínské Manile udělena Cena Ramona Magsaysaye za veřejnou službu. V obou případech jí však bylo odepřeno povolení vycestovat mimo Čínu, aby ocenění převzala.
V březnu 2007 Gao získala cenu „Global Leadership Award, Women Changing Our World“ od organizace Vital Voices Global Partnership, spolu s dalšími ženami z Číny, Indie, Guatemaly a Súdánu v John F. Kennedy Center for the Performing Arts ve Washingtonu, D.C. V únoru 2007 však byla držena v domácím vězení a nemohla tak cestovat. Místní úředníci na ni tlačili, aby podepsala prohlášení, že „nemůže cestovat kvůli špatnému zdravotnímu stavu“. Dne 16. února 2007 se čínská vláda podvolila mezinárodnímu tlaku a povolení odcestovat do Spojených států jí udělila.